# East Rim Trail
L'East Rim Trail est un sentier de randonnée du comté de Washington, dans l'Utah, aux États-Unis. Protégé au sein du parc national de Zion, il est lui-même inscrit au Registre national des lieux historiques depuis le 7 juillet 1987.